# Lauris Opmanis
Lauris Opmanis (* 14. August 2001) ist ein lettischer Skirennläufer.

## Karriere
Opmanis gab sein internationales Renndebüt am 1. November 2017 bei einem Rennen der FIS-Entry-League in der Snow Arena. Sein erstes internationales Großereignis bestritt er im Februar 2019 beim Europäischen Olympischen Winter-Jugendfestival in Sarajevo. Dort schied er jedoch sowohl im Riesenslalom als auch im Slalom aus. In den darauffolgenden Jahren startete Opmanis hauptsächlich bei FIS-Rennen in Europa.
2021 nahm Opmanis erstmals an einer Alpinen Skiweltmeisterschaft teil. Bei den Wettkämpfen in Cortina d’Ampezzo erreichte er im Riesenslalom den 63. Rang.
Diese Ergebnisse konnte er zwei Jahre später noch steigern. In Courchevel bzw. Méribel erreichte er als bestes Ergebnis Rang 41 in der Abfahrt.

## Privates
Sein Bruder Elvis Opmanis ist ebenfalls als Skirennläufer aktiv.

## Erfolge

### Weltmeisterschaften
- Cortina d’Ampezzo 2021: 63. Riesenslalom, DNF Super-G, DNF Alpine Kombination
- Courchevel/Méribel 2023: 41. Abfahrt, 44. Super-G, 59. Riesenslalom, DNQ Slalom

### Europäisches Olympisches Winter-Jugendfestival
- Sarajevo 2019: DNF Riesenslalom, DNF Slalom

### Weitere Erfolge
- 4 Platzierungen unter den besten 10 bei FIS-Rennen